# Mafriano

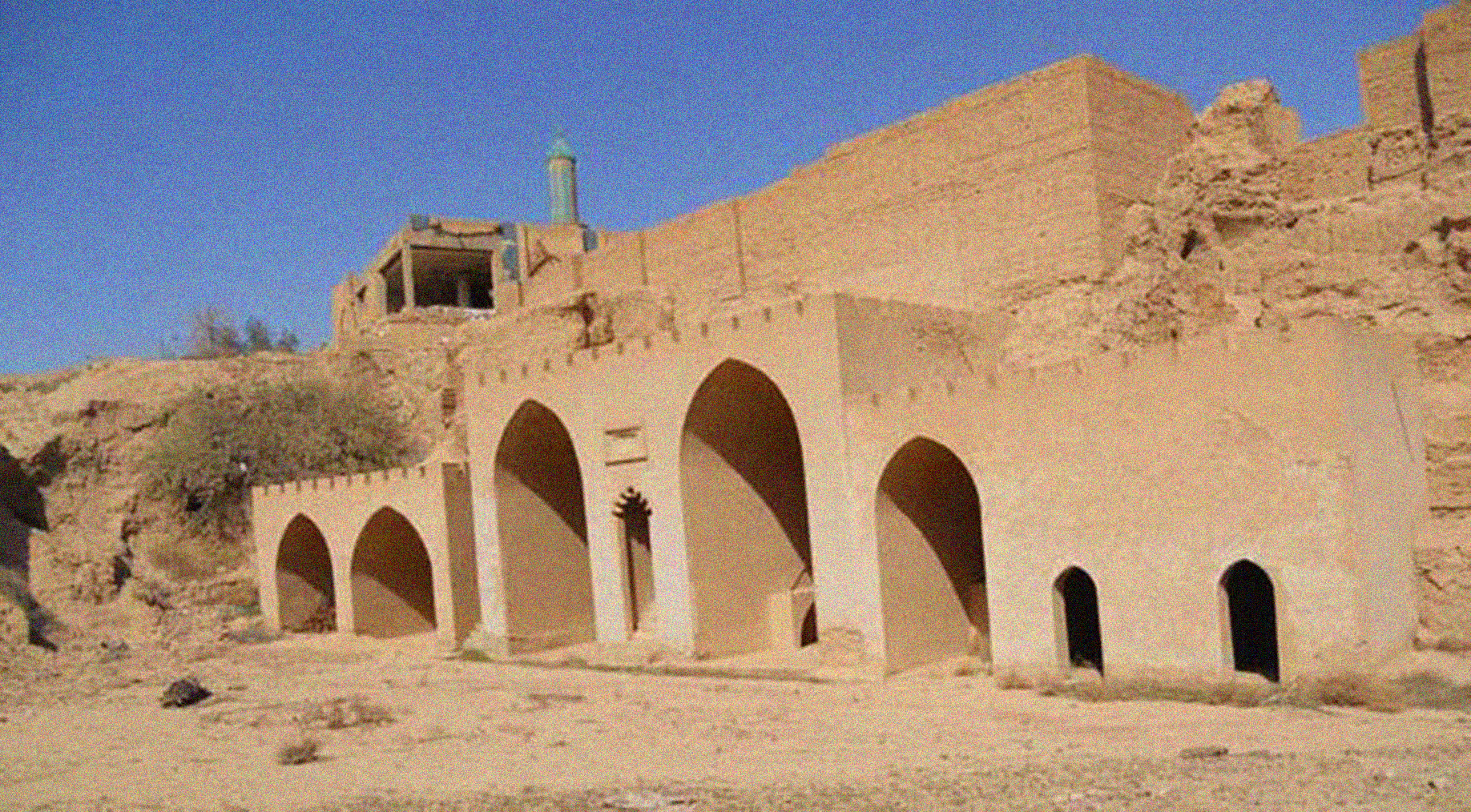
Igreja de São Ahudemmeh, em Ticrite, antes de sua destruição pelo Estado Islâmico em 2014

O Mafriano (em siríaco: ܡܰܦ݂ܪܝܳܢܳܐ; romaniz.: map̄ryono; em latim: maphrianus), originalmente conhecido como o Grande Metropolita do Oriente e também conhecido como Católico, era o segundo posto mais alto na hierarquia eclesiástica da Igreja Ortodoxa Siríaca, logo abaixo do patriarca. O ofício de um mafriano é um maprianato. Houve três mafrianatos na história da Igreja Ortodoxa Siríaca e um, brevemente, na Igreja Católica Siríaca.
O primeiro mafrianato, chamado Mafrianato do Oriente ou Mafrianato de Ticrite, foi estabelecido em 628 para dar à Igreja Siríaca Ortodoxa uma hierarquia eclesiástica no Império Sassânida e terras fora do controle do Império Romano. A sé do bispo foi inicialmente em Ticrite e ele ocupava o segundo lugar na hierarquia depois do Patriarca de Antioquia. Inicialmente, ele usou o título 'católico' em oposição direta ao rival Católico de Seleucia-Ctesifonte da Igreja do Oriente. O título 'mafriano' começou a ser usado por volta de 1100. Em 1156, a sé do mafriano foi transferida para Moçul. O Mafrianato do Oriente foi abolido em 1860 como resultado de um número decrescente de siríacos ortodoxos fora da região de Tur Abdim. A essa altura, havia sido uma sé meramente titular por muito tempo.
O segundo mafrianato foi o Mafrianato de Tur Abdim estabelecido em 1495 sob a jurisdição do patriarca de Tur Abdim. Não está claro que tipo de jurisdição este mafriano exercia. Nenhum novo mafriano foi nomeado após a morte do último em 1844.
O único mafriano siríaco católico foi Basílio Isaque Jbeir, que assumiu o título em 1693. Embora eleito patriarca, ele recusou o título, mantendo sua posição de mafriano, não estabelecendo assim uma linha patriarcal.
No século XX, um novo mafrianato nominalmente sob a Igreja Ortodoxa Siríaca foi estabelecido na Índia em 1912, criando uma nova Igreja autocéfala, a Igreja Síria Ortodoxa Malankara. Isso não foi reconhecido pelo então reinante Patriarca de Antioquia até 1958. A situação, no entanto, deteriorou-se em 1975 e a Igreja Ortodoxa Malankara se separou novamente da Igreja Cristã Síria Jacobita (um ramo integrante da Igreja Ortodoxa Siríaca). Desde aquela época, houve dois mafrianatos rivais na Índia, embora o título atualmente em uso seja Católico da Índia.

## Etimologia
A palavra "mafriano" é uma anglicização do árabe mafiryān, ela própria do siríaco maphryono (mprynʾ), que significa "aquele que dá frutos, frutificador", metaforicamente "consagrador" de bispos.